# CyberCap
 (août 2021).
Premier incubateur numérique au Québec, CyberCap est un organisme à but non lucratif qui œuvre depuis 2000 pour la persévérance scolaire et le raccrochage par des activités de prévention et d’accompagnement afin d’aider les jeunes à trouver leur place dans la société.
L’organisme se spécialise dans l’élaboration et le déploiement de moyens d’intervention novateurs et stimulants fondés sur l’utilisation du numérique. Au fil des années, CyberCap a développé une expertise spécifique et unique d’intervention terrain en soutien à la persévérance scolaire auprès des 11 à 17 ans ainsi qu’à la réinsertion socioprofessionnelle de décrocheurs âgés de 18 à 25 ans.
En 2022, l'organisme annonce avoir aidé 30 000 jeunes à s'intégrer à la société à l'ère du numérique.
CyberCap est localisé dans le Centre d'entreprises et d'innovation de Montréal (CEIM), au 20 rue Queen, dans la Cité du Multimédia.
CyberCap est membre d'Alliance des centres-conseils en emploi.